# Ishockeyklubben Comet
Le IK Comet est un club de hockey sur glace de Halden en Norvège. Il évolue en GET ligaen, l'élite norvégienne.

## Historique
Le club est créé en 1961. En 2004, il est promu en GET ligaen.

## Palmarès
- Vainqueur de la 1. divisjon: 2004.